# عسله، الجزایر
عسله (به عربی: عسلة) یک شهرداری در الجزایر است که در استان نعامه واقع شده‌است. عسله ۴٬۷۸۴ نفر جمعیت دارد.